# Złoty człowiek

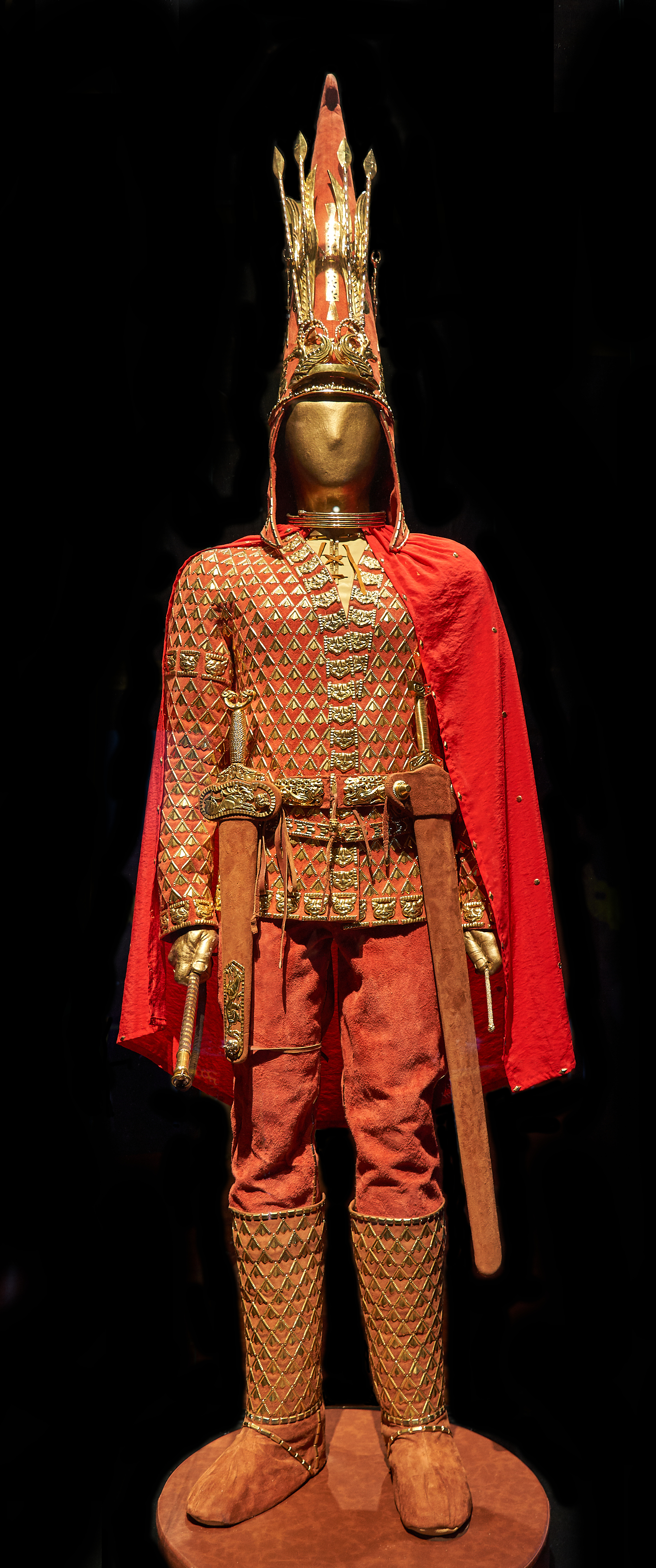
Złoty człowiek

Złoty człowiek – znalezisko archeologiczne dokonane w roku 1970 w kurhanie w miejscowości Issyk. Obejmuje ono paradną złotą zbroję wojownika bądź wodza sakijskiego. 
W 2018 roku złoty człowiek był prezentowany w Muzeum Gdańska w ramach wystawy „Dziedzictwo Wielkiego Stepu: arcydzieła sztuki jubilerskiej” wśród blisko 300 eksponatów ze zbiorów Muzeum Narodowego Republiki Kazachstanu.